# Odontomyia aureovittata
Odontomyia aureovittata är en tvåvingeart som beskrevs av Charles Howard Curran 1928. Odontomyia aureovittata ingår i släktet Odontomyia och familjen vapenflugor.
Artens utbredningsområde är Kongo. Inga underarter finns listade i Catalogue of Life.